# Campamento
Campamento là một khu tự quản thuộc tỉnh Antioquia, Colombia. Thủ phủ của khu tự quản Campamento đóng tại Campamento Khu tự quản Campamento có diện tích 200 ki lô mét vuông. Đến thời điểm ngày 28 tháng 5 năm 2005, khu tự quản Campamento có dân số 9488 người.